# Jiří Fleišman
Jiří Fleišman (* 2. října 1984 Most) je český profesionální fotbalista, který hraje na pozici levého obránce za český klub MFK Karviná. V roce 2014 odehrál také 1 utkání v dresu české reprezentace.

## Klubová kariéra
S fotbalem začínal Jiří Fleišman v klubu Baník Souš, odkud přestoupil do Baníku Most. Odsud prošel formou hostování přes FK Chmel Blšany (podzim 2006) a FK Baník Sokolov (jaro 2008), až si ho v létě 2010 vyhlédl prvoligový FC Slovan Liberec.

### FC Slovan Liberec
Krátce po svém přestupu do Liberce se zapojil do základní sestavy a stal se tak důležitým článkem týmu. Bolestné období si prožil na konci sezóny 2011/12, když inkasoval v přímém souboji o první místo mezi Spartou a Libercem úder loktem do obličeje od sparťanského útočníka Léonarda Kweukeho. Měl vyražené dva zuby a musel podstoupit operaci. Vynechal však pouze jedno utkání a pokračoval v boji o mistrovský titul, který na konci sezóny se Slovanem získal. Nastoupil v základní sestavě v dvojutkání předkola play-off (resp. 4. předkolo) Evropské ligy 2012/13 proti ukrajinskému týmu Dněpr Dněpropetrovsk. 23. srpna 2012 remizoval Liberec doma 2:2, v odvetě 30. srpna na Ukrajině prohrál 2:4 a do skupinové fáze Evropské ligy se nekvalifikoval.
9. března 2013 proti hostujícím Českým Budějovicím vstřelil svůj druhý gól sezóny 2012/13, v 90. minutě stanovil konečné skóre 3:1 pro Liberec. V sezóně 2013/14 28. října 2013 otevřel prudkou přízemní ranou skóre utkání s hostující Spartou Praha, které nakonec skončilo remízou 1:1. S Libercem si v téže sezóně zahrál ve skupinové fázi Evropské ligy (kde se tým střetl se španělskou Sevillou, německým Freiburgem a portugalským Estorilem). S týmem zažil vyřazení v šestnáctifinále proti nizozemskému AZ Alkmaar.
Liberec obsadil v 1. české lize lize pohárovou příčku a následující sezonu se Fleišman představil v Evropské lize UEFA 2014/15. Se Slovanem Liberec podstoupil v sezóně 2014/15 boje o záchranu v 1. české lize, ta se zdařila. S týmem navíc vybojoval triumf v českém poháru.

### FK Mladá Boleslav
V létě 2015 dostával na jeho postu přednost Lukáš Bartošák, nová posila Liberce, a Fleišman se domluvil s klubem na odchodu. Posílil FK Mladá Boleslav, dohodl se na kontraktu na dva a půl roku. Opačným směrem zamířil fotbalista Daniel Bartl.

### FC Baník Ostrava
V lednu 2018 ukončil angažmá v FK Mladá Boleslav a přestoupil do FC Baník Ostrava.

### MFK Karviná
V srpnu 2023 Fleišman odešel na hostování do týmu MFK Karviná. V červenci 2024 podepsal novou roční smlouvu v Karviné poté, co mu vypršela dosavadní smlouva v Baníku. Jako kapitán a stabilní člen základní sestavy v dubnu 2025 prodloužil smlouvu o další sezónu.

## Reprezentační kariéra
V A-týmu České republiky debutoval pod trenérem Pavlem Vrbou 3. června 2014 v přátelském utkání na Andrově stadionu v Olomouci proti Rakousku (prohra 1:2).